# 1914 في سويسرا
فيما يلي قوائم الأحداث التي وقعت خلال عام 1914 في سويسرا.

## سياسة

### انتهاء فترة المنصب
- 16 مارس – شارل ألبير غوبا عضو المجلس الوطني السويسري.

## رياضة
- 26 يوليو – سباق طواف فرنسا 1914 الفائزون Jean Alavoine [الإنجليزية]‏، هنري باليسر، فيليب تيس.

## كتب
من الكتب التي صدرت هذه السنة في سويسرا:
- 1 يناير – روسهالده من تأليف هرمان هيسه.

## مواليد

### يوليو
- 27 يوليو – جورج بورجو كاتب سويسري.

### سبتمبر
- 2 سبتمبر – جان سيمون بيكتيت

### نوفمبر
- 10 نوفمبر – ألبيرت غوينكارد لاعب كرة قدم سويسري.

## وفيات

### فبراير
- 18 فبراير – جاك هوبر (مواليد 1867) عالم نبات برازيلي.

### مارس
- 16 مارس – شارل ألبير غوبا (مواليد 1843)